# Kopernik (statek szkolny)
Kopernik – parowy statek wiślany zaadaptowany na szkolny statek Szkoły Morskiej w Tczewie.
Oprócz szkolenia kadetów, pływał na trasie Tczew – Gdańsk, dowożąc słuchaczy na żaglowiec „Lwów”. Rolę tę pełnił do 1925 r.

## Dane
- Długość: 40,5 m
- Szerokość: 4,6 m
- Zanurzenie: 0,8 m